# 大川めぐみ
大川 めぐみ（おおかわ めぐみ、1962年11月6日 - ）は、日本の元女優、モデル。デビュー当時の本名は小川 一枝。その他の旧芸名は大川 かずえ、大川 一枝、小川 璃瑠子。現在は眞間 一枝。
東京都狛江市出身。桜美林中学校・高等学校卒。既婚。

## 来歴
高校在学中に写真のモデルとしてスカウトされ、1978年にモデルとしてデビュー。CMなどに出演を重ねるうちに自分を表現できる女優を志望するようになり、伊藤正次演劇研究所へ2年間通った。
1982年に女優デビュー作となる『大戦隊ゴーグルファイブ』の桃園ミキ（ゴーグルピンク）役を演じた。同番組で共演した春田純一は、大川について無口でおとなしいタイプであったと証言している。特撮雑誌『宇宙船』のカバーガールをつとめた。
1992年に発売されたビデオ『スーパーヒロイン図鑑 I』ではナレーターの1人をつとめた。クレジットは「大川めぐみ（眞間一枝）」。担当は出演作品のほか、『電子戦隊デンジマン』と『超電子バイオマン』。DVD巻末に収録されたナレーター対談には参加していない。
その後、女優を引退し、『ゴーグルV・ダイナマン・バイオマン大全 東映スーパー戦隊大全2』には、インタビューを依頼したこと、結婚して現在は海外に居住していることが語られている。
好きな俳優・女優は、風間杜夫・風吹ジュン。父は郵便局に勤務、母は保育士をしていた。弟が居る。空手を得意としている。

## 出演

### テレビドラマ
- 大戦隊ゴーグルファイブ（1982年 - 1983年、ANB） - 桃園ミキ / ゴーグルピンク
- 魔拳!カンフーチェン/激闘!カンフーチェン（1983年、YTV） - みどり
- 早春スケッチブック 第4話（1983年、CX）
- 俺のバージン・ロード（1984年、TBS）「小川璃瑠子」名義
- 思春期の妻たち（1984年、CX）「小川璃瑠子」名義

### 映画
- 劇場版 大戦隊ゴーグルファイブ（1982年、東映） - 桃園ミキ / ゴーグルピンク

### CM
- 大王製紙 - エリエール
- 大正製薬 - 大正漢方胃腸薬「毎度毎度のおさそいに」
- フェザー安全剃刀株式会社 – フラミンゴシリーズ
- P&G- ウィスパー (生理用品)